# حرية الاعتقاد في أوزبكستان
ينص الدستور على حرية الاعتقاد ومبدأ الفصل بين الكنيسة والدولة؛ ومع ذلك، استمرت الحكومة في تقييد هذه الحقوق عمليًا. تسمح الحكومة بعمل ما تعتبره الجماعات الدينية السائدة، بما في ذلك الجماعات الإسلامية المعتمدة والجماعات اليهودية والكنيسة الأرثوذكسية الروسية والعديد من الطوائف المسيحية الأخرى، مثل: الروم الكاثوليك واللوثريين والمعمدانيين. يتسامح المجتمع الأوزبكي عمومًا مع الكنائس المسيحية طالما أنها لا تحاول الفوز بالمتحولين من بين الأوزبك العرقيين؛ يحظر القانون أو يقيد بشدة أنشطة: مثل: التبشير واستيراد ونشر الأدب الديني وتقديم التعليم الديني الخاص.
ظل وضع حرية الاعتقاد مقيدًا مع انخفاض محدد لبعض جماعات الخمسينية وغيرها من الجماعات المسيحية خلال فترة هذا التقرير. استمر عدد من مجموعات الأقليات الدينية، بما في ذلك تجمعات بعض الطوائف المسيحية، العمل دون تسجيل لأنها لم تفِ بشروط التسجيل الصارمة المنصوص عليها في القانون. كما هو الحال في الفترات السابقة، أفادت مجموعات بروتستانتية ذات أعضاء أوزبكيين عرقيين بأنها تعمل في مناخ من المضايقة والخوف. باستخدام قوانين جنائية جديدة سُنت في عام 2006، وجهت الحكومة تهم جنائية ضد اثنين من القساوسة. حُكم على أحدهم بأربع سنوات في معسكر العمل؛ تلقى الآخر عقوبة مع وقف التنفيذ ووضعه تحت المراقبة. قام موظفو تطبيق القانون بمداهمة ومضايقة بعض الجماعات غير المسجلة، واحتجازهم وتغريم قادتهم وأعضائهم. استمرت الحكومة في حملتها ضد الجماعات الإسلامية غير المصرح بها المشتبه في آرائها أو أنشطتها المتطرفة، واعتقلت العديد من الأعضاء المزعومين في هذه الجماعات وحكمت عليهم بالسجن لفترات طويلة. كان العديد من هؤلاء يُشتبه في أنهم أعضاء في حزب التحرير، وهي حركة سياسية إسلامية متطرفة محظورة، أو جماعة أكروميا الإسلامية المحظورة أو الجماعات »الوهابية« غير المحددة. لم تتعرض الحكومة بشكل عام للمصلين الذين يذهبون إلى المساجد المُرخصة ومنحت الموافقات على مواد إسلامية جديدة مطبوعة وصوتية ومرئية. يعمل عدد قليل من المساجد »السرية« تحت المراقبة الدقيقة للسلطات الدينية وأجهزة الأمن.
تتمتع الجماعات الدينية بعلاقات متسامحة عمومًا؛ ومع ذلك، استمر الجيران والأسرة وأصحاب العمل في كثير من الأحيان في الضغط على المسيحيين من أصل أوزبكي، وخاصة المتحولين حديثًا وسكان المجتمعات الصغرى. كانت هناك عدة تقارير عن خُطب ضد المبشرين والأشخاص الذين تحولوا عن الإسلام. تعرض شماس تابع لحركة الخمسينية للضرب المبرح بعد ظهور كنيسته بشكل بارز في فيلم وثائقي بثه التلفزيون الحكومي ضد الإنجيليين المسيحيين. على عكس الفترات السابقة، كان هناك تقرير واحد فقط عن الأفراد المتهمين بتوزيع منشورات حزب التحرير، والتي تحتوي غالبًا على خطاب قوي معادِ للسامية، خلال فترة هذا التقرير.

## الديموغرافيا الدينية
تبلغ مساحة البلاد 447,400 كيلومتر مربع (172,742 ميل مربع) ويُقدر عدد سكانها 27.8 مليون نسمة. يعتقد الخبراء الدوليون أن عدد السكان قد تكبد خسارة من 2 إلى 3 ملايين في السنوات الأخيرة بسبب الاتجاه المتزايد لهجرة العمالة من أوزبكستان إلى الدول المجاورة وروسيا وكوريا الجنوبية والشرق الأوسط. حوالي 80% من السكان من أصل أوزبكي و5.5% من الروس و5% من الطاجيك و3% من الكازاخ و2.5% من قرقل باغستان و1.5% من التتار. لا توجد إحصاءات رسمية عن العضوية في مختلف الجماعات الدينية؛ ومع ذلك، تشير التقديرات إلى أن ما يصل إلى 90% من السكان هم من المسلمين السنة اسميًا، من المدرسة الحنفية. يشكل المسلمون الشيعة، الذين يتركزون في مدينتي بخارى وسمرقند، 1% من السكان. ما يقرب من 5% من السكان هم من الأرثوذكس الروس، وهي نسبة تتناقص حيث يواصل عدد من الروس العرقيين وغيرهم من السلاف في الهجرة. يمارس عدد متزايد من المسلمين والأتباع الأرثوذكس الروس دينهم بنشاط. خارج طشقند، المسلمون المتدينون هم الأكثرية الآن. خلال الفترة التي يغطيها هذا التقرير، زاد الحضور في المساجد بشكل ملحوظ، خاصةً بين الشباب، الذين يميلون إلى تشكيل غالبية المتعبدين. تشمل الـ 3% المتبقية من السكان مجتمعات صغيرة من الروم الكاثوليك والمسيحيين الكوريين والمعمدانيين واللوثريين والسبتيين والمسيحيين الإنجيليين ومسيحيين الخمسينية وشهود يهوه والزرادشتيين والبوذيين والبهائيين وحركة هاري كريشنا وكذلك الملحدين. بالإضافة إلى ذلك، ما زال هناك ما بين 15,000 إلى 20,000 من يهود أشكناز وبخارى في البلاد، ويتركزون في مدن طشقند وبخارى وسمرقند. هاجر ما لا يقل عن 80,000 شخص إلى إسرائيل والولايات المتحدة خلال العقدين الماضيين.

## وضع الحرية الدينية

### الإطار القانوني والسياسي
ينص الدستور على حرية الاعتقاد؛ ومع ذلك، تقيد الحكومة والقوانين هذه الحقوق عمليًا. ينص الدستور أيضًا على مبدأ الفصل بين الكنيسة والدولة. تحظر الحكومة على الجماعات الدينية تشكيل الأحزاب السياسية والحركات الاجتماعية.
ينص قانون حرية الاعتقاد والمنظمات الدينية (قانون الأديان لعام 1998) على حرية العبادة والتحرر من الاضطهاد الديني وفصل الكنيسة عن الدولة والحق في إنشاء المدارس وتدريب رجال الدين المسيحي؛ ومع ذلك، يمنح القانون هذه الحقوق للجماعات المسجلة فقط. كما أنه يقيد الحقوق الدينية التي يُعتقد أنها تتعارض مع الأمن القومي ويحظر التبشير ويحظر المواد الدينية في المدارس العامة ويحظر التعليم الخاص للمبادئ الدينية ويتطلب من الجماعات الدينية الحصول على ترخيص لنشر أو توزيع المواد. يجب على لجنة الشؤون الدينية، وهي هيئة مسؤولة أمام مجلس الوزراء، الموافقة على جميع الأدب الديني.
يتطلب قانون الديانة لعام 1998 من جميع الجماعات والتجمعات الدينية التسجيل، وينص على معايير صارمة ومرهقة لتسجيلهم. من بين متطلباته، ينص القانون على تقديم كل مجموعة لقائمة تضم ما لا يقل عن مائة عضو مواطن إلى الفرع المحلي لوزارة العدل. يمكّن هذا القانون الحكومة من حظر أي مجموعة من خلال إيجاد أسباب تقنية لرفض التماس التسجيل. تشرف لجنة الشؤون الدينية على النشاط الديني المسجل. لا تزال المساجد الجديدة تواجه صعوبات في الحصول على التسجيل، وكذلك المساجد السابقة التي قدمت طلبًا جديدًا.
يحظر القانون على الجماعات الدينية تدريب الموظفين الدينيين إذا لم يكن لديهم هيئة إدارية مركزية مسجلة. يتطلب تسجيل هيئة مركزية جماعات دينية مسجلة في 8 من أقاليم البلاد البالغ عددها 13 مقاطعة، وهو شرط مستحيل بالنسبة لمعظم الجماعات الدينية. هناك ستة كيانات يمكنها تدريب الموظفين الدينيين بشكل قانوني. يقيد القانون التعليم الديني بالمدارس الدينية المعتمدة رسميًا والمدربين المعتمدين من الدولة. لا يسمح القانون بأي تعليمات خاصة وينص على فرض غرامات على الانتهاكات. يحظر القانون تدريس المواد الدينية في المدارس العامة.
تحظر المادة 14 من قانون الديانة ارتداء »أردية العبادة« (الملابس الدينية) في الأماكن العامة من قِبل الجميع باستثناء »أولئك الذين يخدمون في المنظمات الدينية«.
يشتمل القانونان الجنائي والمدني على عقوبات صارمة في حالة انتهاك قانون الديانة والقوانين الأخرى المتعلقة بالأنشطة الدينية. بالإضافة إلى الأنشطة المحظورة التي تشمل تنظيم جماعة دينية غير شرعية، يحظر القانون أيضًا إقناع الآخرين بالانضمام إلى هذه المجموعة وسحب القاصرين إلى منظمة دينية دون إذن من والديهم. أي خدمة دينية تقوم بها منظمة دينية غير مسجلة هي خدمة غير قانونية.

### الإساءات والتمييز المجتمعي
المجتمع الأوزبكي متسامح بشكل عام مع التنوع الديني لكن ليس مع التبشير. حافظ السكان على تقاليدهم الطويلة في العلمانية والتسامح الديني. على وجه الخصوص، ورد عن القادة المسلمين والروم الأرثوذكس والروم الكاثوليك واليهود مستويات عالية من القبول في المجتمع. واجهت الكنائس المسيحية الإنجيلية أو الخمسينية مع ذوي الأصول الأوزبكية صعوبات ناجمة عن التمييز. تفيد تقارير مستمرة بأن الأوزبك العرقيين الذين اعتنقوا المسيحية تعرضوا للتمييز والمضايقة.
شجعت وسائل الإعلام التي تسيطر عليها الدولة التحيز المجتمعي في بعض الحالات ضد المسيحيين الإنجيليين. بعد عرض التلفزيون الرسمي لفيلم وثائقي من جزئيين موجهين ضد المسيحيين الإنجيليين في نوفمبر عام 2006، أبلغ أعضاء إحدى كنائس طشقند الخمسينية العظيمة عن مضايقات شديدة وتهديدات متصاعدة من مجتمعهم المحلي، بلغت أوجها بهجوم من سفاحين مأجورين على كنيسة في 18 ديسمبر عام 2006 على الشماس. تضمنت بعض المقالات في الصحافة التي تسيطر عليها الدولة اقتباسات من رجال الدين المسيحي الأرثوذكسي الروس ينتقدون فيها النشاط الإنجيلي.